# 阿纳瓦萨尔
阿纳瓦萨尔（Annavasal），是印度泰米尔纳德邦Pudukkottai县的一个城镇。总人口7630（2001年）。

## 人口
该地2001年总人口7630人，其中男性3726人，女性3904人；0—6岁人口937人，其中男463人，女474人；识字率66.85%，其中男性为74.96%，女性为59.12%。